# 그린마더스 클럽
《그린마더스 클럽》은 2022년 4월 6일부터 2022년 5월 26일까지 방송된 JTBC 수목 드라마이다.

## 기획 의도
초등 커뮤니티의 민낯과 동네 학부형들의 위험한 관계망을 그리는 드라마

## 제작진

### 제작
- 김지연
- 유순미

### 극본
- 신이원

### 연출
- 라하나

## 등장 인물

### 주요 인물
- 이요원 (아역 : 이다경) : 이은표 역 - 자녀 사교육 커뮤니티에 막 입문한 엄마

"저는 그런 쪽 엄마가 아니라서요."
고등교육, 똑똑한 머리, 그러나 가방끈만 엄청 긴 백면서생.
- 추자현 : 변춘희 역 - 호랑이처럼 자녀를 엄격하게 키우는 엄마

"맞는 말이잖아요? 시킬 건 시켜야 한다는 거"
은표의 앞집여자, 상위동 핵인싸. 타이거 맘.
- 김규리 (소녀: 윤채은) : 서진하 / 레아 브뉘엘 역 - 범접할 수 없는 아우라, 맘커뮤니티에 소속되지 않고 자신의 방식대로 양육하는 엄마.

"전 사실 아이한테 별로 바라지 않아요."
태피스트리 작가. 은표의 라이벌이자 옛친구. 아웃사이더맘.
- 장혜진 : 김영미 역 - 아이와의 정서적 교감을 중시하는 엄마

"현명한 엄마들끼리 연대해야 합니다."
자칭 깨어있는 엄마, 한 때 시민 운동, 깨시민, 현재는 허울좋은 스칸디맘.
- 주민경 : 박윤주 역 - 열정과 탄탄한 정보력으로 무장한 엄마

"내 뼈를 갈아서라도 하고 싶은 거 하게 해줄 거예요"
은표의 육촌 동생, 한 때 놀던 언니. 현대판 '맹모삼천지교'. 하지만 지금은 짠내 폭발 알뜰족에 알파맘.

### 은표의 가족
- 최재림 : 정재웅 역 - 순정을 다한 남의 편, 은표의 남편.

경찰대 출신 강력반 형사인 은표의 남편.
- 정시율: 정동석 역 - 은표와 재웅의 아들
- 이채현 : 정동주 역 - 동석의 동생

### 춘희의 가족
- 최덕문 : 김주석 역 - 결혼도 비즈니스, 춘희의 남편. 마취과 의사. 유빈의 아버지.
- 주예림 : 김유빈 역 - 춘희와 주석의 딸

영특하고 발랄하고 감정표현에 솔직한 여자아이
- 김서준 : 김영빈 역 - 유빈의 오빠

### 진하의 가족
- 최광록 : 루이 브뉘엘 역 - 비밀까지 다 가진 남자, 진하의 남편.

은표의 옛 남친. 한국계 프랑스인. 입양아. 현재 제약회사의 GM. 진하의 현 남편.
- 신서우 : 앙리 브뉘엘 역 - 진하와 루이의 아들

지구인이라고 생각할 수 없는 독보적인 외모, 더불어 5개 국어를 하는 언어천재.

### 영미의 가족
- 임수형 : 오건우 역 - 방구석 천재영화감독, 영미의 남편.

한때는 천재라고 이야기되던 영화감독. 영미의 남편.
- 안석현 : 오줄핀 역 - 영미와 건우의 아들
- 전유나 : 오새봄 역 - 영미와 건우의 딸

### 윤주의 가족
- 윤경호 : 이만수 역 - 만수라 쓰고, 순정이라 읽는다. 윤주의 남편.

윤주의 남편이자 루이 회사의 영업사원, 수인의 아버지.
- 박예린 : 이수인 역 - 만수와 윤주의 딸

윤주의 눈에 넣어도 아프지 않을 딸, 조숙한 성격에 모범생 기질.

### 그 외 인물
- 나현우 : 장원태 역
- 오희준 : 동식 역 - 형사, 재웅의 동료
- 이지현 : 황정숙 역 - 초등학교 선생님
- 주인영 : 재빈의 엄마 역
- 전수지 : 민지의 엄마 역
- 김수연
- 이지해
- 오륭 : 한성범 역
- 허지나
- 우정원 : 윤미 역
- 이수미
- 심소영 : 남여사 역 - 브뉘엘의 집사
- 오만석 : 이영균 교수 역
- 성병숙 : 은표의 엄마 역
- 박진아 : 이유진 역
- 최선자 : 춘희의 시어머니 역
- 김수현(2012) : 혜림 역 - 윤주의 조카. 수인의 사촌언니
- 강지용 : 재빈 역 - 동석, 유빈, 수인과 줄핀의 급우
- 김가은 : 민지 역 - 동석, 유빈, 수인과 줄핀의 급우
- 미상 : 담임 선생님 역
- 미상 : 거성대의 라이벌 재단 이사장 역
- 미상 : 유빈의 외할머니 역
- 미상 : 약물을 투여했던 손님 역
- 미상 : 사장 역
- 미상 : 경찰 역
- 미상 : 서진하의 집 가정부 역
- 미상 : 변춘희의 친정 부모 역

### 특별 출연
- 김성녀 : 은표의 시어머니 역
- 라미란 (목소리)
- 전석찬 : 은표의 아버지 역
- 서정연 : 이수현 역 - 서진하의 새엄마

## 시청률
최저 시청률과 최고 시청률은 시청률 조사회사와 지역별로 시청률에 차이가 있을 수 있습니다.
| 2022년 | 2022년   | 2022년                                 | 2022년         | 2022년       |
| 회차   | 방송일   | 부제                                   | AGB 시청률     | AGB 시청률   |
| 회차   | 방송일   | 부제                                   | 대한민국(전국) | 서울(수도권) |
| ------ | -------- | -------------------------------------- | -------------- | ------------ |
| 제1회  | 4월 6일  | 이웃은 사촌이 아니다                   | 2.519%         | 2.967%       |
| 제2회  | 4월 7일  | 어른들은 목적없이 친구를 만들지 않는다 | 2.991%         | 3.456%       |
| 제3회  | 4월 13일 | 동트기 전 그 새벽                      | 2.52%          | -            |
| 제4회  | 4월 14일 | 입성, 그린 마더스 클럽                 | 3.616%         | 3.964%       |
| 제5회  | 4월 20일 | 하늘이 맺어준 악연                     | 2.544%         | 2.815%       |
| 제6회  | 4월 21일 | 죽은자로부터 온 편지                   | 3.671%         | 4.026%       |
| 제7회  | 4월 27일 | 주홍글씨                               | 2.802%         | 2.708%       |
| 제8회  | 4월 28일 | 새빨간 너의 거짓말                     | 4.302%         | 4.436%       |
| 제9회  | 5월 4일  | 상위 0.01%를 향하여                    | 3.374%         | 3.204%       |
| 제10회 | 5월 5일  | 칼 끝에 부는 바람                      | 4.539%         | 5.065%       |
| 제11회 | 5월 11일 | 우리가 알아내지 못한 죄                | 4.175%         | 4.714%       |
| 제12회 | 5월 12일 | 어른들도 목적없이 친구가 될 수 있는가  | 4.406%         | 3.992%       |
| 제13회 | 5월 18일 | 진실의 두 얼굴                         | 3.593%         | 3.777%       |
| 제14회 | 5월 19일 | 황색 신호등                            | 4.617%         | 4.411%       |
| 제15회 | 5월 25일 | 인간의 선택                            | 4.192%         | 4.290%       |
| 제16회 | 5월 26일 | 그대가 내밀어 준 따뜻한 손             | 6.088%         | 6.154%       |